# Southerniella zostericola
Southerniella zostericola är en rundmaskart. Southerniella zostericola ingår i släktet Southerniella, och familjen Axonolaimidae. Arten är reproducerande i Sverige.